# Michèle de La Pradelle
Pour les articles homonymes, voir Pradelle (homonymie).
Michèle de La Pradelle (née Moulinier le 23 août 1944 à Neuilly-sur-Seine et mort le 9 décembre 2004 dans le 12e arrondissement de Paris) est une anthropologue et écrivaine française.

## Biographie
Ethnologue, directrice d’études à l’EHESS, le Laboratoire d’Anthropologie Urbaine, dans le cadre de l’IIAC, lui consacre une journée d’études à l’EHESS, avec Marie-France Garcia, Yves-Marie Goblet, Michel Agier, Thierry Paquot, Yves Winkin, Marc Abélès et Christian Topalov.
Michèle de La Pradelle fut proche de l'anthropologue Jean Bazin.

## Œuvres
- Évolution du rôle économique, social et culturel des marchés de Carpentras et de ses environs, 1981 (avec Guy-Patrick Azémar)
- Jeux de mots, jeux de choses: faire son marché à Carpentras, 1990
- Les Vendredis de Carpentras, Fayard, 1996 (Prix Louis-Castex)